# 7.5 cm Leichtgeschütz 40
7.5 cm Leichtgeschütz 40（7.5cm軽砲40）とは、第二次世界大戦中にドイツ陸軍が使用した無反動砲である。

## 経緯
ラインメタル社による無反動砲の開発は1937年に開始された。これは、落下傘で投下可能な重支援火器を空挺部隊に配備しようという試みによるものだった。クルップ社、そしてラインメタル社は双方とも量産契約のための比較審査を受け、後者が選ばれた。生産当初はLG1の名称がつけられたが、「制式年」の名を付ける当時のシステムに合わせるため、すぐ後にLG40（Leichtgeschütz 40の略）に変更された。

## 設計仕様
ドイツ製の全無反動砲の特徴的な共通点として、ドイツ国防軍は一般的な砲弾に普通とは異なるカートリッジを装着し、無反動砲の原理を含む独特な要求に間に合わせていた。
本砲では榴弾の弾頭を山砲である7.5 cm GebG 36から、また対戦車弾頭は野砲である7.5cm FK 16 nAから流用した。これは本砲の弾薬を、無反動砲の有する独特な弾道性に合わせて最適化できないことを意味している。しかし一方では、多大な研究期間や労力を省き、既存の量産ラインや砲弾予備を相当量保全し、使用できることを意味した。
軽無反動砲が配備された後、問題が2点あきらかとなった。発砲メカニズムのベンチュリ管を通って噴出するガスが、機構自体を汚損することが起こったが、これを修正するには薬室全体の改設計が必要だった。結局、生産ラインを混乱させたり、既存の生産品を改修する価値は無いと判断された。2点目はもっと深刻なもので、約300発を発射した後、砲架が揺らぎ始めて分解した。これは主に、砲弾が施条にくわえ込まれた時、砲架に伝えられたトルクが引き起こしたもので、燃焼ガスが徐々にノズルを焼蝕するのと同様だった。これらは、ノズル内部に、施条の方向と逆向きにカーブした翼を溶接し、砲弾から生み出されるトルクを打ち消し、砲架にかかるストレスを最小化して対処された。

## 作戦投入
LG40の最初の実戦投入はクレタ島の戦いで、「2. Batterie/Fallschirmjäger-Artillerie-Abteilung」（直訳すれば降下砲兵大隊、第2中隊）が装備している。
戦争中、本砲はドイツ空軍、武装親衛隊の両方の降下部隊に広く使用された。第500SS降下猟兵大隊は騎士の跳躍作戦でユーゴスラビアのパルチザン指導者ヨシップ・ブロズ・チトーを降下強襲し、この際には4門を使用した。
ドイツの山岳猟兵はこの砲の軽量さを評価しており、1942年後半、コーカサス山脈の戦闘で数門を投入している。